# Fatal 4-Way (WWE)
Fatal 4-Way è stato un evento in pay-per-view di wrestling organizzato dalla World Wrestling Entertainment. L'evento si è svolto il 20 giugno 2010 al Nassau Veterans Memorial Coliseum di Uniondale.

## Storyline
Nella puntata di Raw del 24 maggio il nuovo General Manager dello show, Bret Hart, ha annunciato un Fatal 4-Way match con in palio il WWE Championship di John Cena per Fatal 4-Way, interrompendo poi un promo di Batista (il quale rivendicava un altro incontro per il titolo dopo essere stato sconfitto da Cena in un "I Quit" match a Over the Limit) e sancendo un match tra lui e Randy Orton, il cui vincitore sarebbe diventato uno dei contendenti per il match di Fatal 4-Way; tuttavia, dopo aver denunciato un infortunio, Batista ha abbandonato la federazione (legit), con Orton che si è quindi aggiudicato l'incontro per forfait. Più avanti, la sera stessa, Sheamus (sconfiggendo Mark Henry) e Edge (sconfiggendo John Cena e Chris Jericho in un Triple Threat match) hanno vinto i loro rispettivi match di qualificazione, inserendosi così nell'incontro di Fatal 4-Way con in palio il WWE Championship che includeva già Cena e Orton.
Nella puntata di SmackDown del 28 maggio il General Manager dello show, Theodore Long, ha annunciato un Fatal 4-Way match con in palio il World Heavyweight Championship di Jack Swagger per Fatal 4-Way, nominando poi Big Show come primo partecipante all'incontro poiché questi aveva sconfitto Swagger per squalifica a Over the Limit, senza però conquistare il titolo. Più avanti, la sera stessa, The Undertaker (sconfiggendo Rey Mysterio) e CM Punk (sconfiggendo Kane) hanno vinto i loro rispettivi incontri di qualificazione, inserendosi così nel match per il titolo di Fatal 4-Way che includeva già Swagger e Big Show. Nella puntata di SmackDown del 4 giugno, dopo che Kane aveva trovato The Undertaker in stato vegetativo (kayfabe), il General Manager Theodore Long sancì un Battle Royal match per determinare il sostituto di The Undertaker nell'incontro di Fatal 4-Way. Più avanti, la sera stessa, Rey Mysterio vinse l'incontro dopo aver eliminato per ultimo Kane, aggiungendosi così nel match per il World Heavyweight Championship tra Swagger, Big Show e Punk di Fatal 4-Way.
Il 23 maggio, a Over the Limit, Kofi Kingston ha sconfitto il campione Drew McIntyre, conquistando così l'Intercontinental Championship per la seconda volta. Un rematch tra i due con in palio il titolo è stato poi annunciato per Fatal 4-Way.
Nella puntata di Raw del 24 maggio i debuttanti Usos (Jey Uso e Jimmy Uso), accompagnati da Tamina, hanno brutalmente attaccato gli Unified WWE Tag Team Champions, la Hart Dynasty (Tyson Kidd e David Hart Smith) e la loro manager Natalya, dopo che questi avevano appena difeso con successo i titoli contro Vladimir Kozlov e William Regal. Un Mixed Tag Team match tra la Hart Dynasty e Natalya contro gli Usos e Tamina, senza però i titoli di coppia in palio, è stato poi sancito per Fatal 4-Way.
Nella puntata di Raw del 24 maggio R-Truth ha sconfitto The Miz, conquistando così il vacante United States Championship per la prima volta. Nella puntata di Raw del 14 giugno The Miz vinse tuttavia un Fatal 4-Way match che includeva anche John Morrison, Zack Ryder e il campione R-Truth, riconquistando così il titolo per la seconda volta. Un rematch tra The Miz e R-Truth con in palio lo United States Championship è stato poi annunciato per Fatal 4-Way.
Nella puntata di Raw del 14 giugno la Divas Champion Eve Torres e Gail Kim hanno sconfitto Alicia Fox e Maryse. Un Fatal 4-Way match tra Eve, Gail, Alicia e Maryse con in palio il Divas Championship è stato poi sancito per Fatal 4-Way.

## Risultati
| #    | Incontri                                                                 | Stipulazioni                                               | Durata |
| ---- | ------------------------------------------------------------------------ | ---------------------------------------------------------- | ------ |
| Dark | Zack Ryder ha sconfitto Montel Vontavious Porter                         | Single match                                               | —      |
| 1    | Kofi Kingston (c) ha sconfitto Drew McIntyre                             | Single match per il WWE Intercontinental Championship      | 16:29  |
| 2    | Alicia Fox ha sconfitto Eve Torres (c), Gail Kim e Maryse                | Fatal four-way match per il WWE Divas Championship         | 05:42  |
| 3    | Evan Bourne ha sconfitto Chris Jericho                                   | Single match                                               | 12:04  |
| 4    | Rey Mysterio ha sconfitto Big Show, CM Punk e Jack Swagger (c)           | Fatal four-way match per il World Heavyweight Championship | 10:28  |
| 5    | The Miz (c) ha sconfitto R-Truth                                         | Single match per il WWE United States Championship         | 13:23  |
| 6    | David Hart Smith, Tyson Kidd e Natalya hanno sconfitto The Usos e Tamina | Six-person mixed tag team match                            | 09:29  |
| 7    | Sheamus ha sconfitto Edge, John Cena (c) e Randy Orton                   | Fatal four-way match per il WWE Championship               | 17:25  |